# Kevin Fertig
Kevin Matthew Fertig (nascido em 17 de Janeiro de 1977) é um lutador de wrestling profissional estadunidense, que ficou mais conhecido durante a sua passagem pela WWE, com o nome de Kevin Thorn.

## Carreira
Fertig começou a lutar com 23 anos, na Memphis Championship Wrestling e em outras promoções independentes. Na MCW, conquistou por uma vez o título de pesos-pesados e por uma vez o título hardcore.

## World Wrestling Entertainment

### Ohio Valley Wrestling
Em Abril de 2002, Fertig assinou contrato com o Ohio Valley Wrestling, território de desenvolvimento da WWE, onde formou tag team com Travis Bane para conquistarem o OVW Southern Tag Team Championship. O título ficou vago após uma lesão de Bane.

### SmackDown
No fim de Abril de 2004, Fertig foi contratado pela WWE, no programa SmackDown, onde ficou conhecido com a gimmick de Mordecai, um personagem religioso. A sua estréia no ringue decorreu durante o Judgment Day, onde derrotou Scott 2 Hotty.
Fertig trazia um crucifixo e os olhos pintados de preto, conseguindo assim mais popularidade. Se envolveu em uma feud com Eddie Guerrero, terminando com vitória do último.
Competiu também na Ohio Valley Wrestling, lutando com máscara e sendo conhecido pelo ring name Vengeance (Vingança). Retornou para a WWE em julho.

### Extreme Championship Wrestling
Em 2006, Fertig retornou a WWE e foi para a ECW. A sua gimmick é agora de um vampiro, com unhas afiadas e olhos pintados de preto. A sua estréia na televisão decorreu em 25 de Julho, derrotando Litte Guido Maritato.
Agora, lutando como Kevin Thorn, Fertig tem uma manager: Ariel. Ela acompanhou e ajudou Fertig em algumas lutas.
Se envolveu em uma feud com Balls Mahoney e Kelly Kelly, mas saiu vencedor nas duas. Após Ariel romper contrato com a WWE, Thorn derrota seguidamente Stevie Richards, Balls Mahoney, Nunzio e Tommy Dreamer, até perder para CM Punk.
Rompeu contrato com a WWE no início de 2008.

### Florida Championship Wrestling
Ultimamente, Fertig tem aparecido em shows da Florida Championship Wrestling, além de dark matches e house shows da WWE.

## No wrestling
- Finishers e golpes secundários
  - Crucifix powerbomb -The Crucifix-
  - Shoulder jawbreaker
  - Sitout spinebuster
  - Backbreaker drop
  - Big boot
  - Clothesline
  - Flapjack
  - Gutbuster drop
  - Sleeper hold

- Managers
  - Brother Ernest Angel
  - Synn
  - Ariel

- Nicknames
  - Como Kevin Thorn

- The Fabged Freak
- The Fanged Fiend

- Como Mordecai

- The Pale Rider

## Títulos e prêmios
- Memphis Championship Wrestling
  - MCW Hardcore Championship (1 vez)
  - MCW Southern Heavyweight Championship (1 vez)

- Memphis Wrestling
  - Memphis Wrestling Southern Heavyweight Championship (1 vez)

- Ohio Valley Wrestling
  - OVW Southern Tag Team Championship (1 vez) - com Travis Bane

- Wrestling Observer Newsletter awards
  - Melhor Gimmick (2004)

## Vida pessoal
Kevin é esposo e recentemente é pai de um bebê menino. Thorn vive em Tampa, Flórida, junto com sua mulher, onde ele treina na FCW.